# 東池袋汽車暴衝死傷事故
东池袋汽车暴衝死伤事故（日语：／），是2019年（平成31年）4月19日发生于東京都丰岛区東池袋四丁目的交通事故（汽车暴冲死伤事故），媒体报道多称池袋暴走事故。事故发生后，不少民众在逮捕和嫌疑人称呼方面产生误解，肇事者及其家属、受害死者家属在社交网络上受到诽谤中伤。另据报道，这次事件后，自主退还驾驶执照的老年人有所增加。
事发当时，87岁的飯塚幸三驾驶汽车时踩错刹车和油门，使汽车失控暴冲进入路口，接连撞向行人和自行车，共导致11人死亡或受伤（母女2人死亡，包括同乘的飯塚之妻在内9人受伤）。肇事者飯塚也受伤入院，出院后因涉嫌违反自动车驾驶死伤行为处罚法（过失驾驶致死伤），被函送检方后在宅起诉。
在東京地方裁判所的刑事诉讼中，飯塚（刑事诉讼被告人）和辩护人称“车辆电子系统出现异常，刹车失灵”，提出无罪主张。检察官否认该说法，称“事故原因是被告人踩错刹车和油门”，求刑时要求判处监禁7年（法定刑上限）。2021年（令和3年）9月2日，東京地裁采信检方说法（被告人过失），判决监禁5年立即执行。控辩双方均未上诉，同月17日判决确定。

## 概要

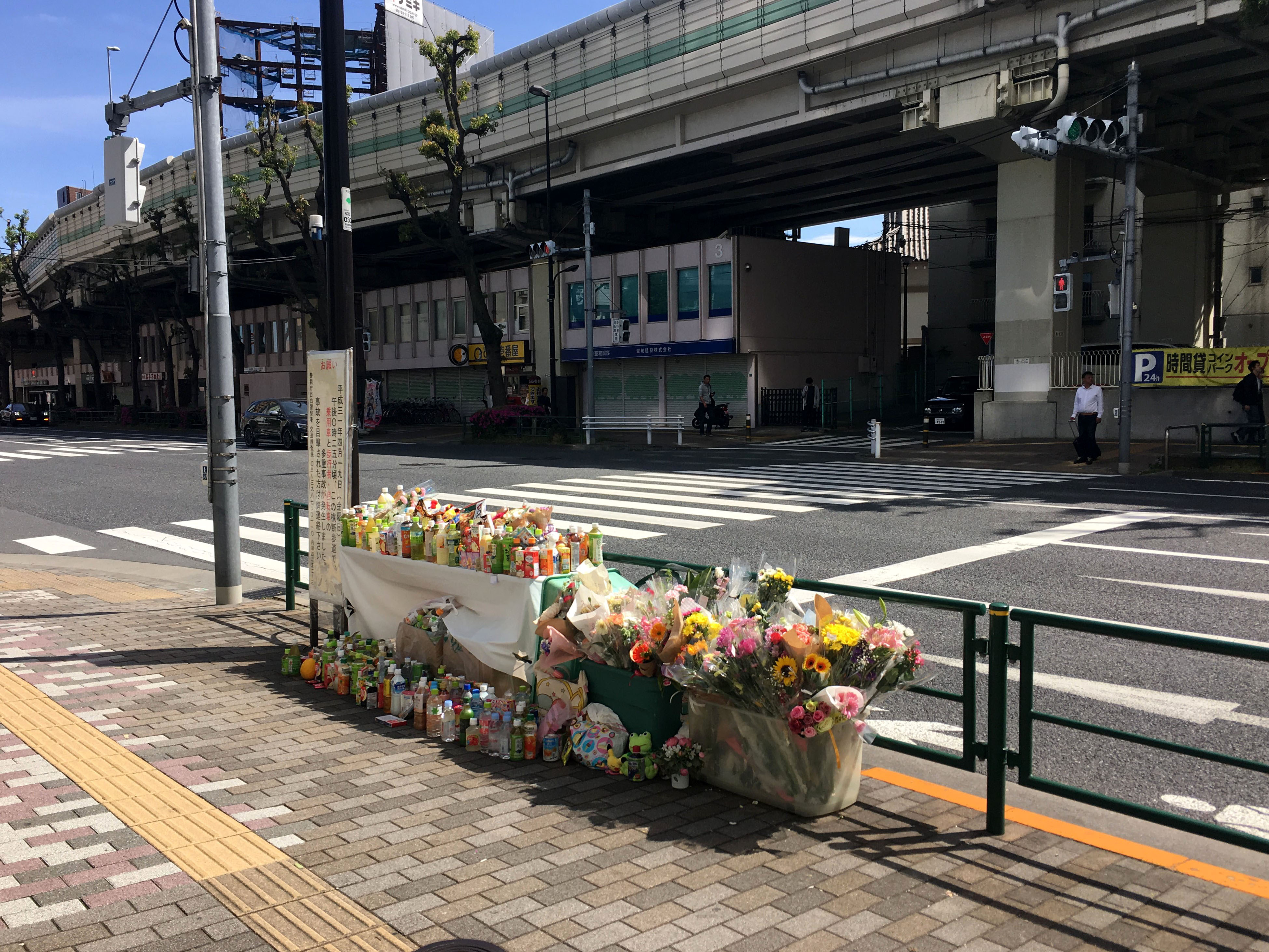
为死亡母女设置的献花台（摄于2019年4月28日，2021年4月时已撤除）。

2019年4月19日12时25分左右，在東京都丰岛区東池袋四丁目的東京都道（东京地下铁東池袋站附近路口），一辆乘用车（2008年型丰田普锐斯（DAA-NHW20））失控暴冲，引发多重冲撞事故。乘用车闯过红灯，冲入人行横道，导致母女2人［女性A（当时31岁）＋A的长女B（当时3岁）］死亡，包括飯塚在内10人（除飯塚外9人）受伤。
车辆驾驶员飯塚幸三（当时87岁，无业），曾任通商产业省（现经济产业省）技官、久保田副社长。飯塚在事故发生约1年前起腿脚不灵便，一度使用拐杖，原因之一是被平时所去医院的医生诊断有类似帕金森综合征症状，医生曾告知飯塚“不能允许你开车”。事故发生后，其他医生重新诊断，结果为“怀疑可能有帕金森综合征”（事故前后均为“怀疑”，并未确诊帕金森综合征）。庭审中，被告人飯塚接受询问时表示，自己1965年（昭和40年）取得驾驶执照后，直至事故前一直都在开车，2001年（平成13年）曾因撞到自行车而受略式处分。

## 事发状况
|  |

飯塚驾驶的汽车装有行车记录仪，记录了事发前后的状况。
事故现场附近为左弯道，飯塚以超过时速50公里（km/h）限速的速度进入弯道后，为超越前方摩托车和汽车，连续3次变更车道（蛇行驾驶）。在左弯道附近，同乘的飯塚之妻向丈夫飯塚叫道“危险，怎么了”，飯塚刚回答“啊，怎么回事”，车辆就撞到道路左侧金属栅栏和路缘石。车辆没有停下，而是急速加速，在人行横道前撞向一名骑自行车的男性（伤者），之后仍未减速，进入约70 m远处路口，撞向事故中死亡的A、B母女所骑的自行车。车辆紧接着又撞到垃圾车使其侧翻，而后在惯性下打转撞向前方人行横道上四名行人，最后撞到停在对向车道的货车后停下。
内山三千代（警视厅交通部交通搜查课）基于事故现场附近监控录像、肇事车辆行车记录仪等记录的影像，以及影像记录时间实施速度鉴定，结果推断，肇事车辆驶过東池袋交番前时，速度为时速53 km/h，之后车辆在東池袋路口左转加速，撞上路缘石前一刻已加速至69 km/h。车辆继续加速，撞上最初被撞伤者自行车时已达约84 km/h，紧接着撞上死者A所骑自行车的前一刻，已加速至约96 km/h。

## 调查
致命交通事故发生后，肇事者立即被逮捕并不罕见，但本事故中，肇事者飯塚因事故胸部骨折，被紧急送往医院住院。警视厅认为“（飯塚若被捕）受不了拘留和审讯”，决定放弃逮捕，等待病情好转。事故发生约1个月后，5月18日，飯塚出院，在目白警察署接受自愿问话。考虑到肇事车辆已作为证据扣押，行车记录仪影像和目击证言也已取得，且飯塚配合接受问话，警视厅认为“飯塚无试图逃亡或毁灭证据之疑虑”，决定继续调查，飯塚出院也不逮捕。
行车记录仪记录显示，飯塚在事故发生前两次闯红灯，且没有踩刹车迹象。事发后不久，飯塚曾打电话给儿子，称“油门回不了位，撞到人了”，不过警视厅调查后没有发现车辆故障，安全气囊也正常工作。因此，警视厅最终认定事故原因为“驾驶员踩错刹车和油门”。
事故发生约7个月后，2019年（令和元年）11月12日，警视厅交通部交通搜查课以涉嫌违反自动车驾驶处罚法（过失驾驶致死伤），将飯塚函送至东京地方检察厅。次年2020年（令和2年）2月6日，東京地检将飯塚在宅起诉至東京地裁。
2020年7月11日，为死亡母女建造的纪念碑，在事故现场附近的日出町第二公園（丰岛区東池袋）举行揭幕式。

## 诉讼
事故发生后，飯塚曾在住院期间向儿子暗示可能踩错刹车和油门，在首次事故现场调查时也有同样供述，不过庭审时转而否认，主张“驾驶的车辆（丰田普锐斯）有技术缺陷”。
2021年（令和3年）6月21日，普锐斯制造商丰田汽车对此发表评论，称“未发现车辆有异常或技术问题”。外界认为，丰田针对个别交通事故发表评论属罕见。

### 刑事诉讼
刑事诉讼一审由東京地裁刑事第17部（审判长：下津健司，陪席法官：兒島光夫、松下健治）负责审理，東京地裁案件编号令和2年特(わ)第203号。
出席庭审的检察官共两人，分别是鈴木久美子、北村晃大，飯塚则自行选任久保俊之（主任辩护人）、藤田吉信两人担任辩护人。

#### 首次庭审
2020年（令和2年）10月8日10时，東京地裁（审判长：下津健司）就刑事诉讼首次公开开庭审理。飯塚作为被告人出庭，称自己“衷心致歉”，同时否认“把油门踏板误当作刹车踏板一直踩”的起诉内容，称“记忆中没有（这回事）”，主张称“我认为车辆出现了某种异常”。飯塚的辩护人也指“（飯塚）没有踩住油门踏板，车辆控制系统可能出现了某种突发异常”，主张无罪。检察官则在开案陈词指出，“飯塚2008年（平成20年）购入全新的肇事车辆，事故发生前（2019年3月）的检查中，没有发现油门等存在异常，事发当天的记录中，也没有发生异常、或踩下刹车踏板的记录”，并提出多项证据，拟证明车辆没有异常。休庭后，就被告人（飯塚幸三）以“车辆存在异常”否认自身过失，死亡母女的家属（A的丈夫C、父亲D）在记者会上各自批评“提出这种主张不如不道歉”“看不出真正面对（我们）妻女之死”。

#### 证据调查
第2次庭审（2020年12月3日）中，有三名事故目击证人接受询问，3人作证时均表示“事发当时，肇事车辆速度相当快，没有减速迹象。刹车灯也没亮”。辩护人在第3次庭审（12月14日）开案陈词，反驳检察官说法，主张“被告人明明没有踩油门，发动机转数却上升，车辆加速。被告人目视确认油门后踩下刹车，车辆没有减速”“不能否认电气系统故障下刹车失灵的可能性，不认可有踩错的过失”。
2021年（令和3年）1月19日第4次庭审，负责事故分析的搜查员（警视厅交通事故解析研究员）作为检方证人出庭，作证称“被告人车辆从事故现场不远处驶至事故现场，过程中逐渐加速”。第5次庭审（同年2月1日），撰写事故鉴定书的搜查员（警视厅交通搜查课）以证人身份接受询问，作证称“在肇事车辆的数据记录中，没有发现油门、刹车的电气系统有故障记录。修复事故中受损处后重新驾驶，发现刹车有效。即便电气系统真有异常，踩下刹车踏板也应该能减速”“事发当时，肇事车辆的油门在现场前踩得最死”。
第7次庭审（2021年4月27日）中，被告人接受询问，称“事故发生时陷入恐慌”，不过否认可能踩下油门，主张“明明踩了刹车，但车辆不但没有减速，反而更加加速”。检察官和辩护人对被告人的询问当天结束，之后第8次庭审（2021年6月21日），失去妻女（A、B）的男性C，A的父亲D（B的祖父兼C的岳父），以及事故中受害伤者的代理律师，3人各自在被害者参加制度下向被告人发问。当天，C告诉被告人“希望你进监狱”，并针对上次庭审中飯塚自己所说记忆错误，以及“刹车失灵”的主张，质问道“不觉得不合理吗”，被告人则重复主张电气系统出现故障。D表示“希望你承认自己过错”，受害伤者代理律师也问道“（事故）是谁的责任”，被告人回答“责任有很多意思，不知道”。休庭后，C在记者会上称，“打心底蔑视”不承认自身驾驶失误的被告人。

#### 审结
一审审理于2021年7月15日的庭审审结。当天先由受害死者家属等陈述意见，他们均要求严惩被告人。随后检察官論告，主张称“车辆没有发现问题，事故原因明显是由被告人驾驶失误引发。辩护人主张‘车辆电子控制出错’，（考虑到电子系统有多重异常检测机制）不符合常识”，并表示“被告人始终在不合理辩解，未向受害者与死者家属真诚道歉，没有酌量余地”，求刑时要求判处监禁7年，是过失驾驶致死伤罪的法定刑上限。
被告人的辩护人则在最终辩论时主张无罪，称“事故原因不是踩错踏板，不能排除电子系统出现问题的可能性”，并表示“被告人主张‘踩了刹车’属可信”，又举出事故发生后，媒体报道等立即断定“事故原因是踩错踏板”，被告人受到有罪对待，收到众多匿名威胁等情况，主张被告人“已受到激烈社会制裁”。
被告人陈述最后意见时，向死者家属C、D等人致歉，反省道“要是早点停止驾驶就好了”，同时否认踩错油门和刹车，称“记忆中没有（这回事）”。

#### 监禁5年定谳
2021年9月2日14时，東京地裁刑事第17部（审判长：下津健司）公开宣判，判处被告人飯塚幸三监禁5年，立即执行，诉讼费用由被告人负担。
東京地裁认定，“目击者称‘肇事车辆刹车灯没有亮’的证言可信。车辆记录也显示，被告人一直错误踩下油门”，指“（假设暴冲是由故障引发）这样的暴冲，若非各种各样故障碰巧同时发生，是不可能出现，通常而言难以想象”，驳回辩护人主张“暴冲由车辆故障引发”。说明量刑理由时，判决提到被害者没有任何过错，死亡母女家属和受害伤者的处罚感情强烈，且受害伤者中有人无法重回以前的日常生活，指出“尽管（被告人）当时陷入恐慌，但没有注意到踩错刹车和油门，持续让车辆加速的过失仍属重大。被告人口头致歉，态度上却始终否认自己过失，无法认可有深刻反省之意”。
判决也列出应对被告人作有利考虑的情况，包括“已通过任意保险，完成对五名受害伤者的损害赔偿，其他受害者与死者家属预计也将获得合适金额的损害赔偿”“被告人年事已高，事故后受到吊销驾驶执照处分（见下文）”。针对辩护人主张“事故后，被告人面对严厉社会谴责，受到激烈社会制裁，包括收到恐吓信、住所附近有人上街宣传抗议等，在社会生活上蒙受不利”，判决认为“受到过度社会制裁方面，被告人因本案蒙受不利，可视为应作有利考虑的情况，然而该等考虑也有限度，受到严厉社会谴责本身也有不可避免的一面”。判决总结，“从犯罪情节严重性（过失和结果的重大性）来看，即使考虑到应对被告人作有利考虑的情况，长期实刑也不可避免”。
宣判后，下津审判长告诫被告人，“证据上，我们认为过失明显。如果能接受法院的认定，希望你承认自己的责任和过失，向被害者与死者家属真诚道歉”。被告人和检察官均未在上诉期限（2021年9月16日）内向東京高等裁判所上诉，判决于17日确定。
判决确定后，飯塚被東京地检传唤，同年10月12日下午前往東京地检，当天收监至東京拘置所（刑罚开始执行）。同日，飯塚通过支援者发表评论，表示“看了证据和判决书后，已理解暴冲是自己踩错刹车和油门所致”。

### 民事诉讼
2020年10月8日，即刑事诉讼首次开庭日，死亡母女2人的几位家属（女性A的丈夫兼长女B的父亲男性C等），对本事故（过失驾驶致死伤事件）被告人飯塚幸三，以及飯塚投保的汽车损害保险公司提起诉讼，请求赔偿损失约1亿7,000万日元。原告（家属）方律师上谷樱解释，“受新型冠状病毒疫情和被告人否认起诉事实影响，诉讼时间拖长。死者家属‘希望尽快从（飯塚的）口中听到真相’，为实现此目的”而提起诉讼。
2021年2月9日，東京地裁（审判长：鈴木秀雄）举行第1次口头辩论，被告（飯塚幸三）方大致承认赔偿责任，不过对抚慰金金额有争议，请求驳回原告方请求。

## 死者家属记者会
2019年4月24日，死亡母女2人的家属男性C召开记者会，首先提到在事发现场献花台献满鲜花的人，以及对死亡2人感到心痛惋惜的人，感谢他们温暖的心，之后透露心中的绝望和痛苦，表示“突然失去最爱的妻子和女儿，只能以泪洗面”。对于为何公布2人照片，他解释道，“我下定决心，不能让这次事故中（2人那样的）受害者，以及我这样的悲伤家属，在以后再次出现。所以，我决定公布（2人的）图片”。
7月18日，死者家属男性C再次召开记者会，公布女儿的影片，强调“和已故最爱2人度过的日常十分幸福。交通事故可以夺走一个人的日常和生命”，又表示“为了以后不再有受害者和死者家属，希望严惩肇事者（飯塚）”，宣布已发起联署，要求严惩涉事男司机。这位男性家属开设博客，公布联署详情和签名用纸，并于8月3日在女儿经常玩的南池袋公園收集签名。8月30日，他召开记者会，宣布要求严惩的签名已超过29万，联署将持续至9月中旬。联署最后收集到39万1,136个签名，这些签名于同年9月20日提交至東京地检交通部。
11月12日，飯塚被函送检方，死者家属男性C召开记者会回应。对于当时飯塚接受部分媒体访问，称“我对体力有自信，但也自大了。希望制造商能留心开发安全车辆”，主张需要改善车辆性能，他批评道，“（就看到那一小段视频的感想而言）看到的时候全身都在颤抖，与其说是愤怒，不如说觉得空虚无力。所有亲属都很难受，当中也有人感到愤慨。这七个月，（我们）24小时都在面对2人的死、2人不在的事实。就我看到的那段采访而言，我看不出肇事者有面对2人的死。”。
2021年1月19日第4次庭审后，C宣布已对飯塚提起民事诉讼，表示“接下来会以‘关东交通犯罪遗族之会’（爱之会）一员的身份，促请厚生劳动省订立规则，让使用被害者参加制度的犯罪受害者，在出席庭审等时候能取得特别休假”，并于同年2月连同“爱之会”成员向厚劳省递交请愿书。除要求严惩飯塚（被告人）外，C还呼吁采取措施促进老年人退还驾照（改进社会构造，使老年人无需依赖汽车生活），并诉说改进车辆技术的必要性，以防止同类事故再次发生。

## 误解与攻击

### 未被逮捕与报道称呼
据报道，有批评声音质疑，警察没有以现行犯逮捕引发死伤事故的驾驶员，新闻媒体不用“嫌疑人”而用敬称“飯塚先生”或“飯塚（前）院长”头衔称呼，这些做法是“警察和媒体特殊对待”。

由于肇事者飯塚曾经当过官，互联网上有不少人发帖，质疑飯塚“是‘上级国民’所以没有被捕”，还有人将本事故与同月21日神户市发生的神户市营巴士致命交通事故中，巴士驾驶员当场被捕相比较。调查人员则解释称，“之所以没有逮捕，是因为引发事故的人受伤住院，不满足刑事诉讼规则规定的逮捕要件‘有逃亡或毁灭证据之疑虑时’”“事故发生一段时间后，才知道他当过官，网上的批评不对”。
事发后不久，读卖新闻曾解释为何当时没有将身为嫌疑人的飯塚称为“飯塚嫌疑人”，称“考虑到警视厅尚未问话，没有进入刑事程序，故报道时以实名＋头衔称呼，因事故重大性没有使用敬称”，而得知警视厅已向驾驶员问话后，该报自2019年5月17日晚报起改称“嫌疑人”。11月12日，飯塚被函送检方，富士新闻网（FNN）当天起改用“嫌疑人”称呼。
朝日新闻、每日新闻、东京新闻曾在报道时使用实名＋敬称，日本经济新闻、产经新闻则曾以匿名报道。西日本新闻曾于2019年5月3日早报解释，报道时“有明确规定，逮捕前需加上敬称或头衔”。
对于这些争议，庆应义塾大学教授大石裕表示，“可能是因为男性（飯塚）当过官，让人们认为‘警察和媒体等相互袒护’，导致批评声越来越大”，立教大学名誉教授服部孝章（媒体法）指出，“尚未逮捕时难以称之为‘嫌疑人’，故以头衔称呼，这种做法可以理解，不过也可以考虑视乎调查进展，改用嫌疑人称呼。故意匿名报道，或对相当于现行犯的人使用敬称，让人感觉不对劲”。律师竹田稔（前東京高裁庭长）推测，“称呼由各新闻媒体决定，不过使用表明社会地位的头衔称呼，可引起社会关注，提高对老年司机问题的意识”。

### 其他误解和不实消息
肇事者曾在事发55分钟后打电话给儿子，警察公布称“事发后即致电儿子”。NPO法人World Open Heart理事长阿部恭子指出，此事报道后“演变成不实消息，称（肇事者）麻烦儿子掩盖事件”。
就肇事者个人条目是否应提及事故，日语维基百科一度发生争议和编辑战。社交网络上有声音称，条目不写事故只列出功绩，是因为肇事者是上级国民或捐过款。朝日新闻报道事件时，武藏大学准教授北村紗衣接受采访，比较英语版处理方式，回答称“相比英语版等版本，日语版的隐私标准非常严格。这次判断可以说也不例外”，指出维基百科在日本没有事业支援组织，故重视诉讼风险。

### 肇事者与受害者家属受攻击
这次事故发生后，肇事者收到恐吓信和骚扰，肇事者家属疲惫不堪，受害死者家属也在互联网上受到诽谤中伤。2021年9月，肇事者确定入狱后，死者家属担心舆论偏离减少交通事故的本质，表示“持续过度攻击肇事者，什么上级国民，没有被捕，这些事情本质上并不重要”，发表声明称“不希望各位成为肇事者，受害者，或是死者家属。希望大家携手减少交通事故，哪怕一件也好”“希望世上受害者和肇事者都不会受到攻击”。
对受害死者家属的攻击方面，2022年3月，一名住在爱知县丹羽郡扶桑町的22岁男子曾在社交网络上发帖，称“死者家属的活动是为了钱”；收到死者家属联络后，警视厅搜查一课搜查该男子住所，并于同年4月28日以涉嫌公然侮辱死者家属，将该男子函送检方法办。

## 影响

### 自主退还驾驶执照
多篇报道指出，本事故发生后，自主退还驾驶执照的老年人有所增加，2019年共有60万1,022人自主退还驾驶执照，当中75岁以上有35万428人退还，均创下历史新高。2020年10月，《产经新闻》报道，“为防止老年司机事故，各地警察加大力度，开展活动促进退还驾驶执照”。
東京都公安委員会于事故同年5月31日发出行政处分决定，吊销飯塚的驾驶执照。

### 修法
2020年6月，经修订的道路交通法（定于2022年〈令和4年〉6月前施行）通过，针对老年司机规定，有交通安全违章记录的老年人（75岁以上），更新驾驶执照时有义务接受驾驶技能检查（真车考试），同时设立新的限定执照种类，持有人只能驾驶配备防撞刹车系统的“安全驾驶支援车”。

## 脚注

## 相关文献
- 青木正典. . ジェイ・キャスト（日语：ジェイ・キャスト）. 2019-04-22  [2025-05-22]. （原始内容存档于2025-01-17） （日语）.
- 柿崎誠. . LINE. 2021-12-25  [2025-05-22]. （原始内容存档于2024-11-30） （日语）.
- 戸舘圭之. . 東洋経済オンライン. 2021-07-20  [2025-05-22]. （原始内容存档于2025-05-14） （日语）.
- 松川沙紀. . FNNプライムオンライン. 2021-12-30  [2025-05-22]. （原始内容存档于2024-10-15） （日语）.
- 松嶋祐子. . 専修人間科学論集 心理学篇. 2021-03, (11): 1–9. doi:10.34360/00011884.